# Wijnbouw in Marokko
Wijnbouw in Marokko vindt plaats vanaf de Atlantische kust tot aan het Atlasgebergte. De belangrijkste wijngaarden liggen op de lijn Rabat, Meknès, Fès. Van het maritieme westen tot het droge oosten. Van de Maghreb maakt Marokko de meest hoogwaardige kwaliteitswijnen. Er wordt vooral rode- en roséwijn gemaakt. De roséwijn komt meestal op de markt als Vin Gris. Dit vanwege de bleekgrijsroze kleur van de wijn. Op het etiket staat dit dan aangeduid als Gris de … gevolgd door het gebiedsnaam. Bijvoorbeeld: Gris de Guerrouane.

## Geschiedenis
De eerste aanwijzingen dat er wijnbouw in het land plaatsvindt dateert uit de tijden van de Feniciërs. Tijdens de Romeinse kolonisaties in de 2e eeuw concentreerde dit zich rondom de stad Volubilis.
De moderne wijnbouw is tot ontwikkeling gekomen door Franse invloeden in de 19e en 20e eeuw.
Voor de Eerste Wereldoorlog was al 80.000 hectare met druivenstokken beplant. Het ging toen vooral om kwantiteit en niet zozeer om de kwaliteit. De Marokkaanse alcoholrijke wijn werd in de Franse Languedoc gebruikt om de wat dunne tafelwijntjes aldaar te versterken.
Sinds de onafhankelijkheid van het land is om religieuze redenen de productie van wijn drastisch afgenomen. Veel druiven hebben hun weg als tafeldruif naar de markt gevonden. In het jaar 2000 was het beplante areaal nog maar 12.000 hectare. Daarentegen is de kwaliteit wel toegenomen.
In de toekomst wil men meer gebruikmaken van irrigatie uit waterputten en de koude in de hooglanden beheersen. Tijdens de oogstmaanden van augustus tot oktober ligt de productie soms bijna stil, omdat het er zo hard afkoelt dat er niet geoogst kan worden.

## Herkomstbenaming

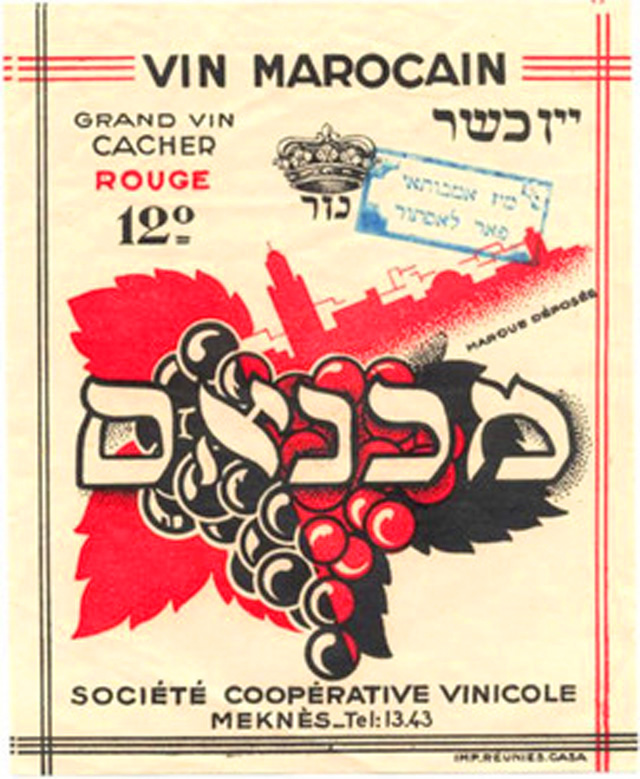
Etiket uit 1930 voor wijn uit Meknes

Marokko is aangesloten bij de Internationale Organisatie voor Wijnbouw en Wijnbereiding het OIV (Franse afkorting van L'Organisation internationale de la Vigne et du Vin). De toegepaste herkomstbenamingen zijn hierom ook door de Europese Gemeenschap goedgekeurd.
Het onderzoekscentrum voor wijn staat in Casablanca.
In 2008 produceerde het land 260.000 hectoliter.
De Marokkaanse wijnwetgeving kent twee soorten herkomstbenamingen. De eerste is het AOG, Appellation d’Origine Garantie en is vooral geografisch bedoeld. Na de aanduiding AOG volgt de naam van het betreffende wijnbouwgebied. De tweede herkomstbenaming is het uit 1998 stammende AOC-Maroc, Appellation d’Origine Controlée Maroc, welke hogere eisen stelt aan de wijnbouw. Naast de traditionele voorwaarden als opbrengst per hectare, druivenrassen e.d. gelden er regels voor toepassen van irrigatie. In 1998 is Les Coteaux de l’Atlas als eerste wijnbouwgebied verheven tot deze AOC.
Naast deze herkomstgebieden worden er ook veel streek en tafelwijnen geproduceerd.
De meest aangeplante druiven zijn Carignan en Cinsault. Verder is er voor rode en roséwijn: Cabernet Franc, Cabernet Sauvignon, Merlot, Mourvèdre, Syrah en Criolla Grande Sanjuanina. Voor witte wijn: Cabernet Blanc, Chardonnay, Clairette, Grenache, Mayorquin en Ximenez.

## Regio's

### Regio Meknès-Fès

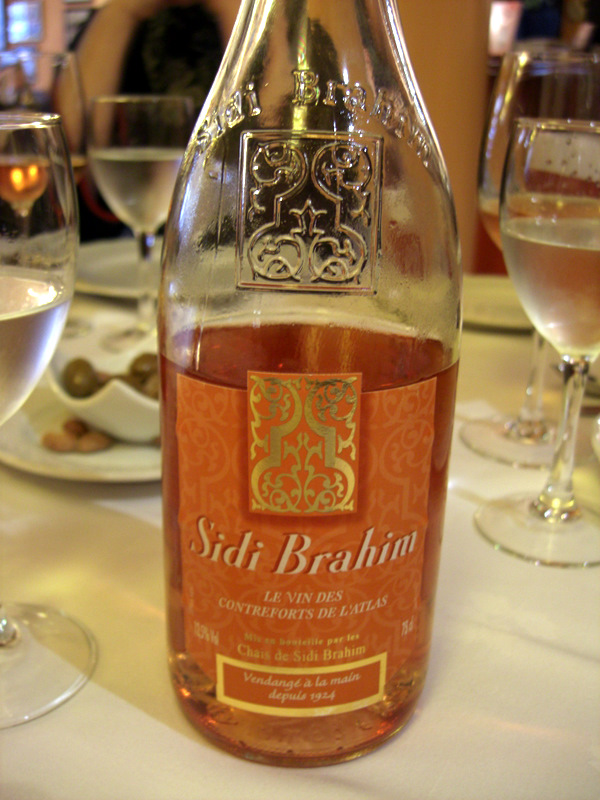
Een roséwijn van het Atlasgebergte

De regio’s rondom Meknès en Fès zijn het belangrijkst. 60% van de productie komt hiervandaan. Het is een relatief vochtig gebied waardoor de druif goed gedijt.
- AOG Beni M'tir - Uit dit gebied komt de betere, merendeel rode wijn. Richting het Atlasgebergte liggen de wijngaarden op 500 tot 700 meter boven het zeeniveau.
- AOG Guerrouane - Veel rode, maar ook roséwijn.
- AOG Zerhoun - Merendeel rode wijn.
- Sais - Tafelwijn.
- AOC Les Coteaux de l’Atlas. Alwaar in 2004 het eerste Marokkaanse “wijn-Château” is opgericht: Château Roslane. Behalve rode-, witte- en roséwijn wordt er ook een mousserende wijn van de Chardonnay-druif gemaakt.

Ook het Marokkaanse deel van het merk Sidi Brahim hoort hierbij. Dit merk maakt echter ook wijn in de landen Algerije en Tunesië.

### Regio Rharb
In deze kustregio rondom de stad Rabat wordt voornamelijk rode tafelwijn geproduceerd.
- AOG Chellah
- Rharb - 100 Kilometer ten noorden van Rabat.
- Zemmour - 50 Kilometer ten noorden van Rabat.

### Regio Casablanca
Ten zuiden van de stad Casablanca wordt tafelwijn en Vin Gris gemaakt. De wijngebieden zijn,
- AOG Zare - 100 Kilometer ten zuiden van Rabat.
- AOG Zenata
- AOG Doukkala - Ook Vin Gris.
- AOG Boulaouane - Roséwijn Vin Gris. Gemaakt van de Criolla-druif.
- Sahel
- Bouznika

### Regio oriëntaal
In het noordoosten van het land,
- AOG Oujda
- AOG Angad

### Marrakesh
Ook nabij Marrakesh wordt een tafelwijn geproduceerd.